# Minimalismus (hudba)
Hudební minimalismus (též minimální či minimalistická hudba) je relativně moderní skladebná technika, velmi oblíbená skladateli v 60. - 70. letech 20. století. Původně se inspirovala ve výtvarném umění 50. let, především americké malířství (tzv. minimal art). Tento směr byl také aplikován v architektuře, designu, sochařství i filozofii. Je však třeba zdůraznit, že minimalismus v hudbě má jen formální příbuznost se stejným směrem v ostatních druzích umění, což asi je též důvodem, proč jeho skladatelé nemají mnohdy tento název v lásce a používají raději označení repetitivní, strukturální, modulární nebo periodická hudba.
Termín minimalistická hudba použil poprvé Michael Nyman v roce 1968. Minimální ovšem neznamená malé množství not nebo krátké trvání skladeb. Podle La Monte Younga se termín minimální týká záměrně použitého omezeného množství prostředků, například rytmických, harmonických nebo melodických prvků.

## Charakteristika
Obecně je minimalismus uměleckým směrem, kde je dílo jakoby utkáváno z elementárních atributů, používá jednoduchou geometrickou formu a je prezentováno jakoby nezúčastněně. Vznik tohoto směru se přikládá reakci na ryze subjektivní pojetí abstraktního expresionismu. Hudební minimalismus lze vykládat jako reakci na přílišnou komplikovanost hudby poloviny 20. století, u níž je mnohdy tok hudby nesouvislý a vnitřní organizace skladby je při poslechu nezřetelná.
Definovat minimalistickou hudbu je obtížné. Lze však najít některé charakteristické prvky, z nichž alespoň některé jsou obsaženy snad v každé skladbě, kterou lze označit za minimalistickou. Pouhá přítomnost těchto prvků však ještě nemusí znamenat, že se o minimalistickou skladbu opravdu jedná.
Podle Johna Adamse jsou pro minimalistickou hudbu charakteristické tonální harmonie a pomalý harmonický vývoj, pravidelný rytmický puls a stavba rozsáhlých struktur z malých buněk.
V klasické hudbě jsou pro minimalismus typické následující vlastnosti:
- výrazná repetitivnost (používají se mnohokrát opakované, většinou krátké rify či fráze)
- minimální variace na dané téma po velmi dlouhý časový interval
- setrvávání na monotónní hladině s použitím ambientních zvuků nebo velmi prolongovaných tónů
- důraz na výrazně konsonantní a neměnnou harmonii
- prakticky neměnný rytmus skladby
- statická instrumentace

Lze však najít i mnoho výjimek. Některé minimalistické skladby využívající dvanáctitónových řad, podobně jako dodekafonie. Někdy zcela chybí nebo je potlačena rytmická složka hudby.
Pro minimalistickou hudbu bývá charakteristická určitá statičnost, setrvačný pohyb, až meditativnost v celkovém výrazu skladby. Většina „klasických“ minimalistických skladeb má zřetelnou vnitřní strukturu, kterou lze snadno poslechem identifikovat. V rozsáhlých minimalistických skladbách jsou dobře patrné i drobné melodické, harmonické a rytmické změny. Minimální hudba někdy využívá nové zvukové možnosti elektronických nástrojů nebo používá elektronické manipulace se zvukovým materiálem, podobně jako např. konkrétní hudba. Mnoho skladeb však bylo vytvořeno pro klasické nástroje a minimalistická hudba může být hrána v jakémkoli obsazení. Některé minimalistické skladby jsou vytvořeny jako vyvíjející se proces a lze je proto považovat za jistou formu algoritmické kompozice.
Častou inspirací minimalistických skladatelů hudba mimoevropská, především africká polyrytmika, hudba indická a tibetská nebo indonéský gamelan.

## Nejvýznamnější skladatelé
Minimalistické prvky použil v několika skladbách Erik Satie. Například skladbu Vexations z roku 1893 tvoří 840 krát opakovaná krátká pasáž. Dlouhodobého opakování melodických frází použil v roce 1951 ve skladbě Structures pro smyčcový kvartet Morton Feldman.
První typicky minimalistické skladby se objevují na přelomu 50. a 60. let a toto období je také považováno za počátek minimalizmu a nástup tzv. americké minimalistické školy. Jejím zakladatelem je La Monte Young. Ve svých kompozicích a zvukových instalacích často pracoval s velmi dlouhými statickými tóny a souzvuky, vycházející z různých druhů čistého ladění.
Na některé práce La Monte Younga navazuje Terry Riley, k jehož nejznámějším skladbám patří In C z roku 1964.
Patrně nejvýznamnějším představitelem americké minimalistické školy je Steve Reich, který začal minimalistické skladby komponovat na počátku 60. let. Experimentoval s transformací magnetofonového záznamu (It's Gonna Rain, Come Out) a také s posouvajícími se a rotujícími motivy, tvořícími interferující zvukové struktury, které vznikají v důsledku asynchronních fázových posunů při opakovaní identického zvukového materiálu, hraného živě nebo reprodukovaného z magnetového záznamu (Violin Phase, Six Pianos, Clapping). Ve svých skladbách používal též aditivní princip - postupně prodlužované tóny jediného akordu (Four Organs), melodická a rytmická ostináta (Drumming) a další postupy.
Posledním z „klasických“ představitelů americké minimalistické školy je Philip Glass. Od sedmdesátých let ve svých skladbách používá prvky jako ostinátní opakování současně znějících motivů odlišných délek, vytvářející polyrytmickou strukturu nebo aditivní princip - postupné prodlužování nebo zkracování frází, měnící rytmický a melodický obsah. Ke skladbám z raného období patří Music in Fifths, Music in Similar Motion, Music With Changing Parts, Music In Twelve Parts, Northstar, opera Einstein On The Beach ad. Jeho pozdější tvorba zahrnuje hudbu komorní, orchestrální, vokální, operní, scénickou i filmovou.
Dalšími známými skladateli-minimalisty jsou např. John Adams, Michael Nyman, Louis Andriessen, Michael Galasso, István Márta, Frederic Rzewski, Michael Gordon, David Lang, Tony Conrad či Gavin Bryars. Minimalistické postupy lze najít i v dílech skladatelů jako jsou např. Henryk Górecki či Arvo Pärt.
Za konec „klasického“ období minimalismu bývá označován začátek 80. let. Skladatelé následujícího období jsou označováni jako „postminimalisté“.
Hudební minimalismus je některými svými postupy občas velmi příbuzný elektronické hudbě a jejímu kompozičnímu stylu. Minimalismus pronikl i do rockové a alternativní hudby (Laurie Anderson, Nick Mason, Jon Hassell, Urban Sax). Objevuje se i u kytaristy na pomezí akustiky a elektroniky Dominica Frasca, nazývaného "Van Halen for Eggheads".
K minimalismu v hudbě lze přiřadit i hudbu ambientní (Brian Eno), která taktéž pracuje s repetitivními strukturami a jejich variacemi, i když poněkud odlišným způsobem. Prvky charakteristické pro minimalismus lze najít i v současné taneční hudbě.

## Výběr diskografie
- Maximum Minimalists - John Adams, Philip Glass, Steve Reich, Terry Riley (San Francisco Symphony Orchestra, Kronos Quartet) - CD
- Minimalist - Adams, Glass, Reich, Heath
- The Essential Philip Glass (Glass Ensemble, New York City Opera Orchestra) - CD
- Steve Reich: Works 1965-1995 - (Steve Reich, Nurit Tilles, Edmund Niemann, Hague Percussion Ensemble), vydavatelství: Nonesuch (CD box)